# Шьямалан, М. Найт
Мано́дж Неллия́тту (М. Найт) Шьямала́н (англ. Manoj Nelliyattu «M. Night» Shyamalan, малаял. മനോജ് നെല്ലിയാട്ടു ശ്യാമളൻ; род. 6 августа 1970) — американский кинорежиссёр и сценарист индийского происхождения, известный своими мистическими триллерами. Многие фильмы Шьямалана славятся неожиданными поворотами сюжета и часто вызывают споры и противоречивые оценки. Так, его фильм «Шестое чувство» был номинирован на «Оскар» за лучший фильм, а некоторые другие его работы получали антипремию «Золотая малина».

## Биография
М. Найт Шьямалан родился 6 августа 1970 года в Пондишери, Индия, в малаяльской семье. Вскоре семья переехала в США. В 1992 году Шьямалан окончил киношколу при Нью-Йоркском университете, где испытал сильное влияние фильмов Альфреда Хичкока.
В том же году в Индии Шьямалан снял свой первый полнометражный фильм «Яростная молитва».
В 1995 году написал сценарий к фильму «Стюарт Литтл», приобретённый студией Уолта Диснея за $2,5 млн (чему поспособствовал Брюс Уиллис).
Вышедший в 1999 году триллер «Шестое чувство» с Брюсом Уиллисом стал одним из самых успешных фильмов года — кассовые сборы составили более $600 млн. Брюс Уиллис в этом фильме согласился на более низкий гонорар по сравнению с обычным.
На следующий год Шьямалан выпустил новый фильм с участием того же актёра — «Неуязвимый» (Брюс Уиллис и Сэмюэль Л. Джексон).
В 2002 году вышел самый высокобюджетный фильм Найт Шьямалана «Знаки» (в ролях — Мел Гибсон и Хоакин Феникс), тепло принятый большинством критиков и публикой.
В 2004 году выходит фильм «Таинственный лес» (2004), номинированный на премию «Империя» за лучшую режиссуру.
До 2006 года Найт Шьямалан играл лишь эпизодические роли в своих фильмах. В фильме «Девушка из воды» (2006) он сыграл роль писателя-мессии, призванного спасти мир. Картина получила разгромные отзывы критиков и была номинирована на премию «Золотая малина» за худшую режиссуру.
В начале 2010-х Шьямалан начал снимать крупнобюджетные блокбастеры, но не добился в этом успеха. В июле 2010 года вышел фильм Найт Шьямалана «Повелитель стихий» («The Last Airbender»). В основе сюжета фэнтезийный мир, в котором сосуществуют четыре расы стихий — Вода, Земля, Воздух и Огонь. Нация Огня ведёт испепеляющую войну против других народов. Основа сюжета фильма взята из мультсериала «Аватар: Легенда об Аанге». Фильм был разгромлен критиками, получил 5 премий «Золотая малина», в том числе «Худший фильм». Провалом также оказался и фантастический боевик «После нашей эры» (2013) с Уиллом Смитом.
В этом периоде кассовый успех имела только малобюджетная сценарная и продюсерская работа Шьямалана — «Дьявол» (2010), собравшая в мире почти 60 миллионов долларов.
Именно малобюджетные работы позволили режиссёру вернуться к успеху. Фильм 2015 года «Визит» собрал в прокате почти 100 миллионов при бюджете в пять. За эту работу Шьямалан получил номинацию на Приз за восстановление репутации премии «Золотая малина».
Вышедший в 2016 фильм «Сплит» собрал свыше 275 миллионов долларов при бюджете в девять миллионов. Фильм стал третьим самым кассовым фильмом в карьере режиссёра, получил в целом положительные отзывы критиков и номинацию за Лучший триллер на премию «Сатурн».
В 2017 году Шьямалан занимался созданием хоррор-сериала «Байки из склепа» для телеканала TNT. Однако вскоре работа над сериалом была прекращена из-за проблем с авторскими правами. 
23 июля 2021 года вышел на экраны фильм «Время», триллер о туристах, которые начинают быстро стареть на таинственном пляже. Шьямалан снимал фильм в Доминиканской Республике и использовал значительное количество доминиканцев при производстве. Фильм получил смешанные отзывы критиков.
В октябре 2021 года Шьямалан объявил, что его следующий фильм будет называться «Стук в дверь» фильм вышел на экраны 3 февраля 2023 года.

## Личная жизнь
В 1993 году женился на Бхавне Васвани, однокурснице, которую встретил обучаясь в Нью-Йоркском университете. У пары три дочери. Салека, Ишана, Шивани.

## Фильмография
| 1992 | Яростная молитва  | зелёная ✓ | зелёная ✓ | зелёная ✓ | зелёная ✓ | Дев Рамен                         |
| 1998 | Пробуждение       | зелёная ✓ | зелёная ✓ |           |           |                                   |
| 1999 | Стюарт Литтл      |           | зелёная ✓ |           |           |                                   |
| 1999 | Шестое чувство    | зелёная ✓ | зелёная ✓ |           | зелёная ✓ | Хилл                              |
| 2000 | Неуязвимый        | зелёная ✓ | зелёная ✓ | зелёная ✓ | зелёная ✓ | Наркодилер                        |
| 2002 | Знаки             | зелёная ✓ | зелёная ✓ | зелёная ✓ | зелёная ✓ | Ветеринар Рей Редди               |
| 2004 | Таинственный лес  | зелёная ✓ | зелёная ✓ | зелёная ✓ | зелёная ✓ | Охранник                          |
| 2006 | Девушка из воды   | зелёная ✓ | зелёная ✓ | зелёная ✓ | зелёная ✓ | Вик Ран                           |
| 2008 | Явление           | зелёная ✓ | зелёная ✓ | зелёная ✓ | зелёная ✓ | Джоуи                             |
| 2010 | Повелитель стихий | зелёная ✓ | зелёная ✓ | зелёная ✓ | зелёная ✓ | Повелитель огня в тюремной камере |
| 2010 | Дьявол            |           | зелёная ✓ | зелёная ✓ |           |                                   |
| 2013 | После нашей эры   | зелёная ✓ | зелёная ✓ | зелёная ✓ |           |                                   |
| 2015 | Визит             | зелёная ✓ | зелёная ✓ | зелёная ✓ |           |                                   |
| 2015 | Сосны             | зелёная ✓ |           | зелёная ✓ |           |                                   |
| 2016 | Сплит             | зелёная ✓ | зелёная ✓ | зелёная ✓ | зелёная ✓ | Джай                              |
| 2019 | Стекло            | зелёная ✓ | зелёная ✓ | зелёная ✓ | зелёная ✓ | Джай                              |
| 2019 | Дом с прислугой   | зелёная ✓ |           |           | зелёная ✓ | Курьер                            |
| 2021 | Время             | зелёная ✓ | зелёная ✓ | зелёная ✓ | зелёная ✓ | Водитель гостиничного грузовика   |
| 2023 | Стук в дверь      | зелёная ✓ | зелёная ✓ | зелёная ✓ | зелёная ✓ | Ведущий рекламной программы       |
| 2024 | Ловушка           | зелёная ✓ | зелёная ✓ | зелёная ✓ | зелёная ✓ | Дядя Леди Рейвен                  |
| 2024 | Озеро Каддо       |           |           | зелёная ✓ |           |                                   |
| 2026 | Остаться          | зелёная ✓ | зелёная ✓ | зелёная ✓ |           |                                   |

Также сыграл гостевую роль в одном эпизоде четвёртого сезона сериала «Красавцы» (2007).

## Награды и номинации
Прим. — в разделе таблицы «год» ссылки выставлены на соответствующую церемонию премии.
| Премия         | №  | Год  | Фильм             | Категория                                        | Результат |
| -------------- | -- | ---- | ----------------- | ------------------------------------------------ | --------- |
| Оскар          | 1  | 2000 | Шестое чувство    | Лучший режиссёр                                  | Номинация |
| Оскар          | 2  | 2000 | Шестое чувство    | Лучший оригинальный сценарий                     | Номинация |
| Золотой глобус |    | 2000 | Шестое чувство    | Лучший сценарий                                  | Номинация |
| BAFTA          | 1  | 2000 | Шестое чувство    | Лучшая режиссура                                 | Номинация |
| BAFTA          | 2  | 2000 | Шестое чувство    | Лучший оригинальный сценарий                     | Номинация |
| Сатурн         |    | 2000 | Шестое чувство    | Лучший сценарий                                  | Номинация |
| Хьюго          |    | 2000 | Шестое чувство    | Лучшая постановка                                | Номинация |
| Империя        | 1  | 2000 | Шестое чувство    | Лучший режиссёр                                  | Победа    |
| Империя        | 2  | 2003 | Знаки             | Лучший режиссёр                                  | Номинация |
| Империя        | 3  | 2005 | Таинственный лес  | Лучший режиссёр                                  | Номинация |
| Энни           |    | 2000 | Стюарт Литтл      | Выдающийся вклад в сценарий анимационного фильма | Номинация |
| Золотая малина | 1  | 2007 | Девушка из воды   | Худший режиссёр                                  | Победа    |
| Золотая малина | 2  | 2007 | Девушка из воды   | Худшая мужская роль второго плана                | Победа    |
| Золотая малина | 3  | 2007 | Девушка из воды   | Худший сценарий                                  | Номинация |
| Золотая малина | 4  | 2009 | Явление           | Худший режиссёр                                  | Номинация |
| Золотая малина | 5  | 2009 | Явление           | Худший сценарий                                  | Номинация |
| Золотая малина | 6  | 2011 | Повелитель стихий | Худший режиссёр                                  | Победа    |
| Золотая малина | 7  | 2011 | Повелитель стихий | Худший сценарий                                  | Победа    |
| Золотая малина | 8  | 2014 | После нашей эры   | Худший режиссёр                                  | Номинация |
| Золотая малина | 9  | 2014 | После нашей эры   | Худший сценарий                                  | Номинация |
| Золотая малина | 10 | 2016 | Визит             | Приз за восстановление репутации                 | Номинация |